# Trehalos
Trehalos, C12H22O11, även känd som mycos eller tremalos, är en färglös, vattenlöslig, sötsmakande disackarid.

## Kemiska egenskaper
Trehalos är en icke-reducerande sockerart som bildas av två glukosenheter förenade genom en 1-1 α-bindning. Bindningen gör trehalos mycket resistent mot syrahydrolys och är därför stabil i lösning vid höga temperaturer, till och med under sura förhållanden. Bindningen håller även icke-reducerande socker i sluten ringform, så att aldehyd- eller ketonändgrupper inte binder till lysin- eller argininrester av proteiner (en process som kallas glykation). Trehalos är mindre löslig än sackaros, utom vid höga temperaturer (>80 °C). Trehalos bildar en romboid kristall som dihydrat, och har 90% av sackarosens energiinnehåll i denna form. Vattenfria former av trehalos återtar lätt fukt för att bilda dihydratet.
Trehalos i vattenlösning visar upp en koncentrationsberoende tendens att klustrera. På grund av dess förmåga att bilda vätebindningar mellan varandra, så att de självassocierar i vatten och bildar kluster av olika storlekar. Alla atommolekylära dynamiksimuleringar har visat att när lösningen når en koncentration av 1,5-2,2 molar, sipprar molekylära kluster av trehalos ihop och bildar stora, kontinuerliga aggregat inom systemet.

## Näringsegenskaper
Trehalos är näringsmässigt motsvarigheten till glukos, eftersom det snabbt bryts ner till glukos av enzymet trehalas, som förekommer i borstbrämet av tarmslemhinnan av allätare (inklusive människan) och växtätare. Trehalasbrist är ovanlig hos människor, förutom hos Grönlands inuiter, där den förekommer hos 10% -15% av befolkningen. Trehalos har ca 45% av sötheten av sackaros vid koncentrationer över 22%. När koncentrationen minskas, minskar dock dess söthet snabbare än den för sackaros, så att en 2,3% -ig lösning smakar 6,5 gånger mindre söt än motsvarande sockerlösning.

## Biologiska egenskaper
I naturen kan trehalos hittas i djur, växter och mikroorganismer. Hos djur är trehalos förhärskande i räkor och även hos insekter, inklusive gräshoppor, fjärilar och bin, där blodsockret är trehalos. Trehalos bryts sedan ner till glukos av katabola enzymet trehalas för användning.
I växter förekommer trehalos i t. ex.  solrosfrön, låsbräken, Selaginellaväxter, och havsalger. Inom svampar, är det vanligare i vissa svampar, såsom shiitake (Lentinula edodes) och ostronmussling Trehalos kan också hittas i sådana mikroorganismer som bagerijäst och vinjäst, och det metaboliseras av ett antal bakterier, inklusive Streptococcus mutans, den orala bakterie som förorsakar dental plack.

## Användning
Trehalos användas för behandling av Huntingtons sjukdom, Parkinsons sjukdom eller tauopatier, eftersom det kan rätta till fel i autofagi som uppträder vid dessa sjukdomar och förbättra avlägsnandet av dessa aggregerade proteiner.
Oral trehalos visar antidepressiva egenskaper i musmodell av depression, möjligen genom att minska P62/Beclin-1-förhållande och öka autofagi i frontala cortex. Det förhindrar också att fruktos kommer in i levern och kan utlösa autofagi av hög fetthalt i leverceller, vilket leder till en möjlig behandling av fettlever.